# Drinovci

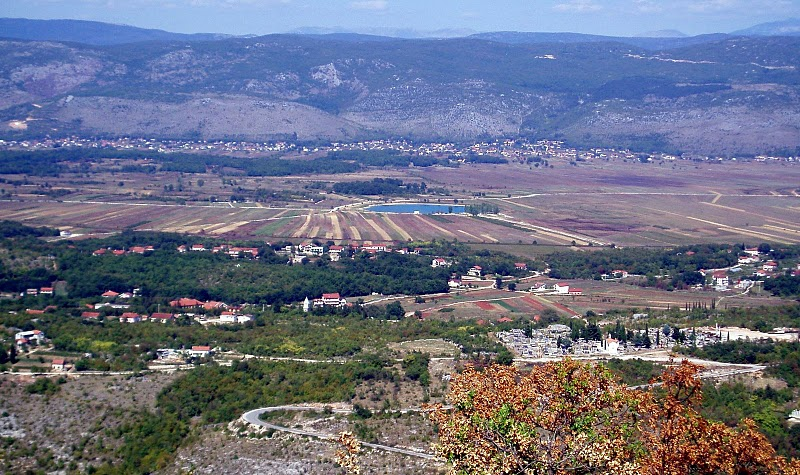
Blick über Drinovci (2011)

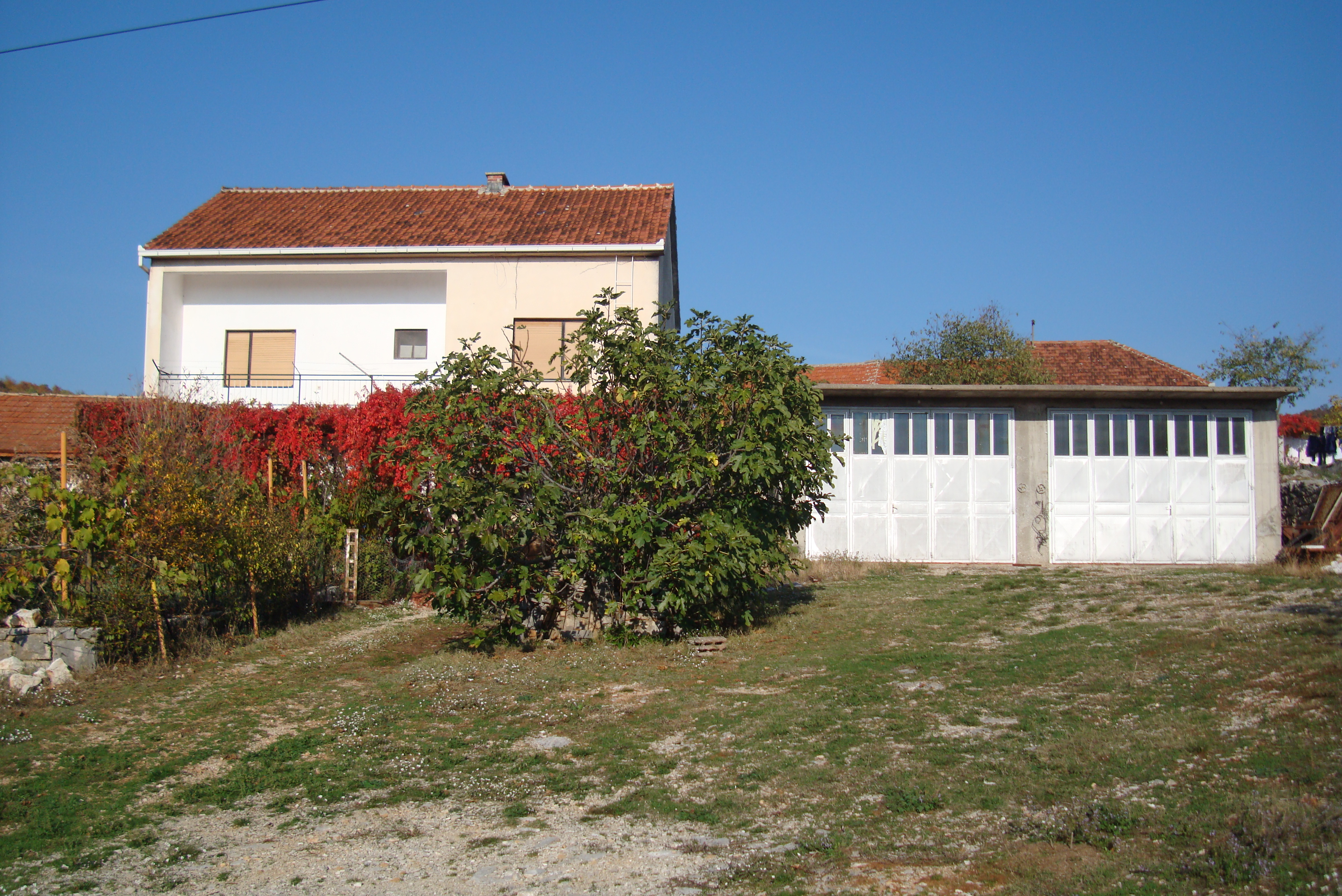
Das Haus von Bazilije Pandžić

Drinovci ist ein Dorf in der Gemeinde Grude in Bosnien und Herzegowina.

## Geographie
Drinovci liegt im südwestlichen Teil des Kantons West-Herzegowina.

## Religion
Die römisch-katholische Pfarrgemeinde von Drinovci ist eine von sechs Pfarreien der Gemeinde Grude und gehört zum Bistum Mostar-Duvno.

## Vereine
- Fußball Club NK Drinovci

## Persönlichkeiten
- Paškal Buconjić (1834–1910), römisch-katholischer Bischof von Mostar-Duvno
- Arhanđeo (Nikola) Nuić (* 21. Februar 1896; † 7. Februar 1945, ermordet), Ordenspriester, Professor des Gymnasiums in Široki Brijeg
- Antun Branko Šimić (1898–1925), kroatischer Schriftsteller des Expressionismus
- Borislav (Ljubo) Pandžić (* 7. Januar 1910; † 7. Februar 1945, ermordet), Ordenspriester, Professor des Gymnasiums in Široki Brijeg
- Žarko (Jerko) Leventić (* 27. August 1919; † 7. Februar 1945, ermordet), Ordenspriester, Gemeindevikar
- Bazilije Pandžić (1918–2019), kroatischer Franziskaner, Autor, Historiker, Archivar und Orientalist
- Željko Majić (* 1963), römisch-katholischer Geistlicher, Bischof von Banja Luka
- Branimir Glavaš kroatischer Jurist, Politiker (* 23. September 1956 in Osijek)